# Neue Bullertwettern

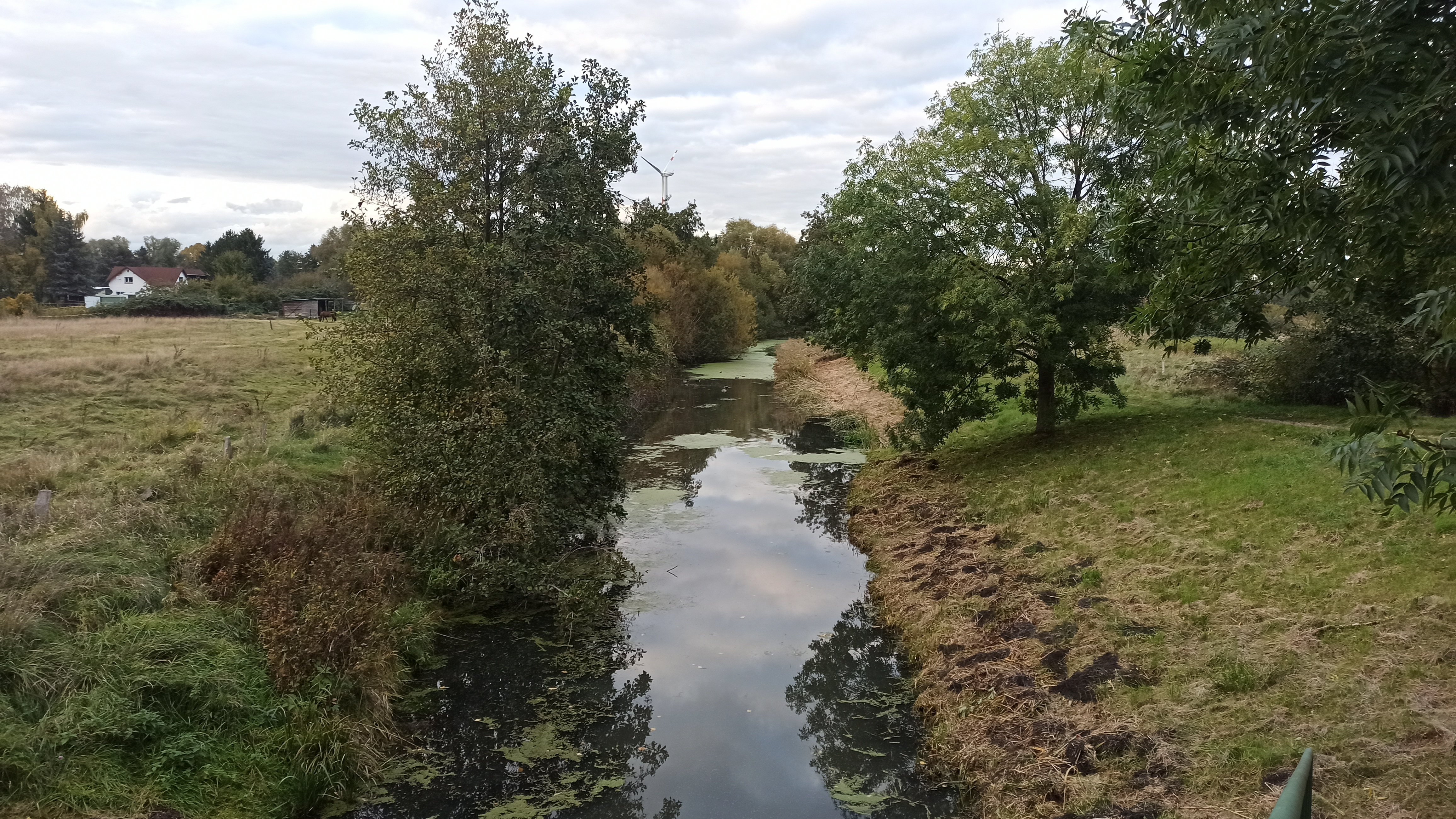
Die Neue Bullertwettern am Jenerseitedeich

Die Neue Bullertwettern ist eine Wettern in Hamburg-Wilhelmsburg. Sie verbindet die Jenerseitewettern mit der Wilhelmsburger Dove Elbe.
Auf ihrem Verlauf unterfließt sie den Jenerseitedeich und den Bullertweg und sie kreuzt die Bullertwettern.